# Скороподъёмность
Скороподъёмность — лётно-техническая характеристика воздушного судна, определяющая его манёвренность в вертикальной плоскости; выражается в скоростных возможностях летательного аппарата при наборе им высоты в полёте и измеряется в метрах в секунду (в странах с футовой системой исчисления высоты — в футах в минуту).
1 м/c = 197 фут/мин
В справочниках обычно приводится максимальная скороподъёмность, но есть и другие показатели: оптимальная скороподъёмность (в зависимости от критерия), максимальный угол набора высоты.
Скороподъёмность зависит от полётной конфигурации, массы воздушного судна (груза, количества топлива) и метеоусловий, влияющих на характеристики двигателей (давления, температуры, влажности). У поверхности земли, где двигатели развивают максимальную мощность, скороподъёмность наибольшая, с ростом высоты она снижается и падает до нуля у теоретического потолка (у практического потолка, который ниже, запас скороподъёмности ещё есть).
Скороподъёмность самолётов возрастает с увеличением скорости (до определённого предела). Это связано с тем, что на низкой скорости самолёт летит с бо́льшим углом атаки, и мощность двигателей поглощается сопротивлением воздуха из-за высокой фронтальной площади. На высокой скорости угол атаки приближается к 0 и самолёт развивает наилучшее аэродинамическое качество. Однако выше оптимальной скорости скороподъёмность падает, так как даже при наилучшем угле атаки корпус самолёта развивает сопротивление воздуха (растущее квадратично), которое поглощает тягу двигателей.